# Du Périer
Pour les articles homonymes, voir Dumouriez et Dupérier.
François Du Mouriez, dit Du Périer, né à Aix-en-Provence vers 1650 et mort à Paris le 21 juin 1723, est considéré comme le premier pompier professionnel de France.
C'est le grand-père paternel du général Dumouriez, vainqueur à Valmy (20 septembre 1792).

## Biographie
Laquais de Molière et modeste comédien, il est sociétaire de la Comédie-Française de 1686 à 1705. 
Par ailleurs, il se lance dans les affaires et découvre les pompes à incendie fabriquées par Jan Van der Heiden lors d'un voyage aux Pays-Bas. Il en rapporte une en France et en fait la démonstration au roi Louis XIV qui, en 1699, lui en accorde le privilège de la fabrication et de la commercialisation.
En 1716, Louis XV le nomme directeur général des pompes à incendie de la ville de Paris. Dumouriez dispose d'un budget annuel pour entretenir les pompes et payer du personnel pour assurer cet entretien. Les pompes sont stockées dans des dépôts qui se trouvent dans des places religieuses.
En 1722, le roi décide de former la « Compagnie des gardes-pompes du Roy ».

## Hommages
Une avenue de Vitrolles porte son nom.